# Enklava in eksklava
Enklava je ozemlje kake države, ki je z vseh strani obdano z ozemljem tuje države. Beseda enklava je prišla v diplomatski žargon iz francoščine, lingue france diplomacije, s pomenom iz pozne latinščine inclavatus, kar pomeni zapreti, zaklenjen (s ključem, pozno latinsko clavis).
Eksklava je ozemlje, ki pripada določeni politični skupnosti, vendar z njo po kopnem ni povezano (otoki ne štejejo) in ga obkrožajo druge politične skupnosti ali morje. Dober zgled eksklave je ozemlje okoli ruskega mesta Kaliningrad, ki pripada Ruski federaciji, vendar ga od preostanka te države ločuje ozemlja držav članic Evropske unije (Poljske in Litve). 
Čeprav sta pomena sorodna, eksklava ni nujno tudi enklava. Kaliningrad ne obkroža samo ena država, pač pa dve: Litva in Poljska, meji pa tudi na Baltik. Po drugi strani je španska eksklava Llívia enklava znotraj Francije.
Eksklave navadno nastajajo, ko se deli območij okoli njih osamosvajajo ali zavzamejo. Med vojno v BiH je bil tako glavni vojaški cilj vojske BiH presekanje srbskega koridorja pri Brčkem, s čimer bi zahodni del Republike srbske postal eksklava, tj. odrezan od srbske vojaške logistike. Po daytonskem sporazumu in poznejših dogovorih je v povojni BiH Brčko pod mednarodno arbitražo kot samostojna upravna enota, formalno pa del obeh entitet, Republike srbske in Federacije BiH.